# Île Verte (Nouvelle-Calédonie)
Pour les articles homonymes, voir Île Verte.
L’île Verte est une îlot de Nouvelle-Calédonie appartenant administrativement à Boulouparis. Il s'agit d'une réserve naturelle connue pour ses fonds marins en faisant un lie apprécié des plongeurs en masque et tubas. Le centre de l'îlot abrite une forêt sèche.